# Straßenbahn Grenoble
Die Straßenbahn Grenoble (frz. Tramway de Grenoble) war bei der Wiedereinführung 1987 der weltweit erste Betrieb, bei dem ausschließlich Straßenbahnen in Niederflurtechnik eingesetzt wurden. Heute verkehren in Grenoble auf einem 42,7 Kilometer langen normalspurigen Netz fünf Linien. Schon zwischen 1894 und 1952 bestand in der größten Stadt der französischen Alpen ein meterspuriger Betrieb mit mehreren, teils weit ins Umland führenden Strecken.

## Grenobles erste Straßenbahnen

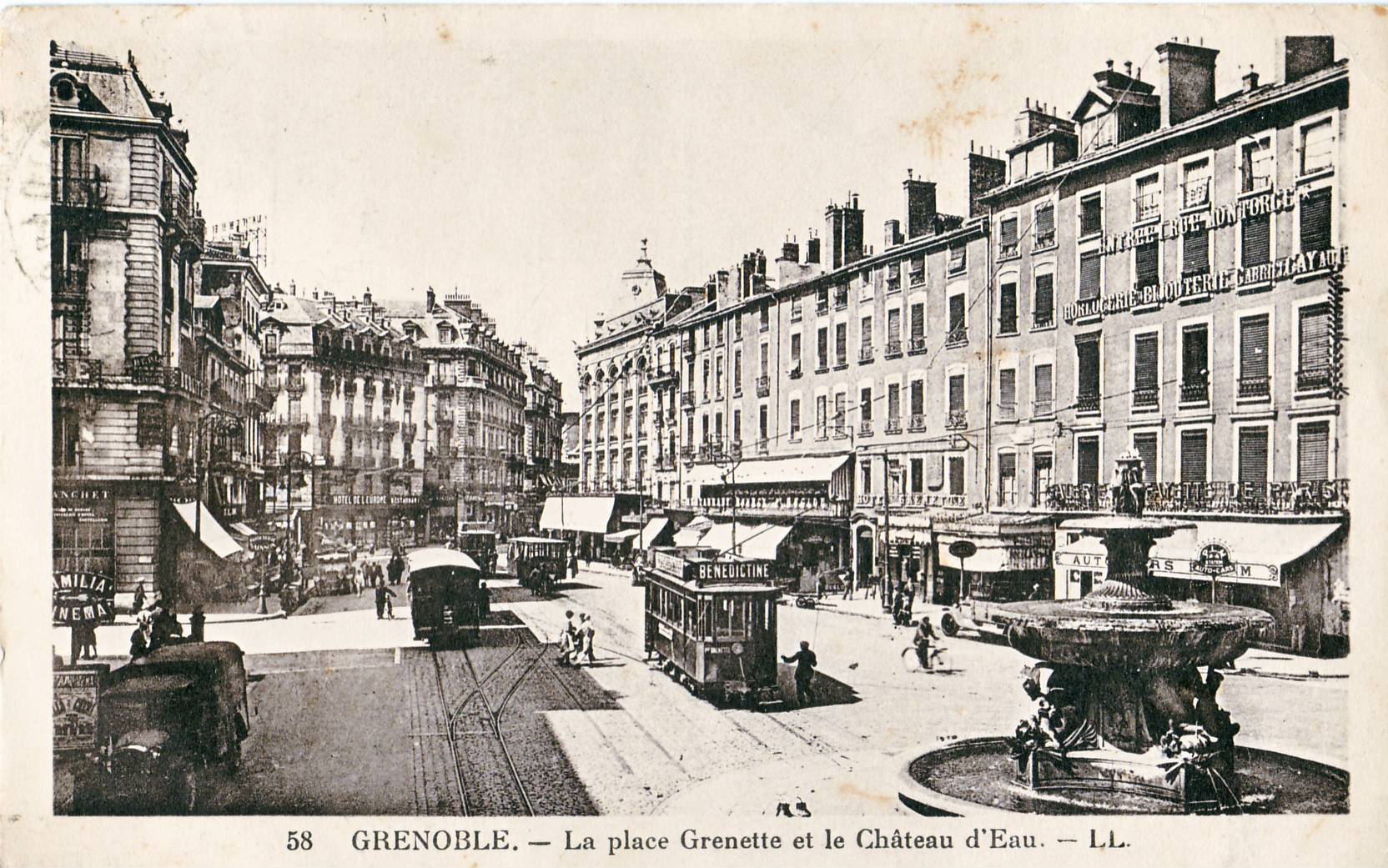
Straßenbahnen am Place Grenette, Ausgangspunkt der Überlandstrecke nach Voreppe

Ab den 1890er Jahren entstand in Grenoble ein von mehreren Gesellschaften betriebenes Straßenbahnnetz, zu dem mehrere Überlandstraßenbahnen, meist eingleisige Strecken in Straßenseitenlage, gehörten. Das meterspurige Netz wurde zwischen 1933 und 1952 schrittweise stillgelegt.
Bedeutendste Gesellschaft war die städtische Société Grenobloise de Tramways Électriques (SGTE), die Strecken in der Stadt sowie mehrere Vorortbahnen betrieb. Zu den Vorortstrecken zählten die 5 Kilometer lange, 1897 eröffnete Verbindung ins südlich von Grenoble gelegene Eybens. Ebenfalls 1897 wurde eine 12,5 Kilometer lange Strecke nach Varces eröffnet, von der in  Pont-de-Claix eine kurze Stichbahn nach  Claix abzweigte. Diese Strecke wurde zweimal um je vier Kilometer verlängert und erreichte 1907 Vif und 1923 Les Saillants. 1900 wurde die 14 Kilometer lange Strecke nach Voreppe in Betrieb genommen, die dem Tal der Isère flussabwärts folgte. 1930 betrieb die SGTE neun Linien und verfügte über ein Streckennetz von 88 Kilometer Länge. Der Wagenpark bestand aus 58 Triebwagen, zwei Gepäcktriebwagen und 29 Beiwagen. Die Stilllegung der SGTE-Strecken erfolgte zwischen 1938 und 1952.

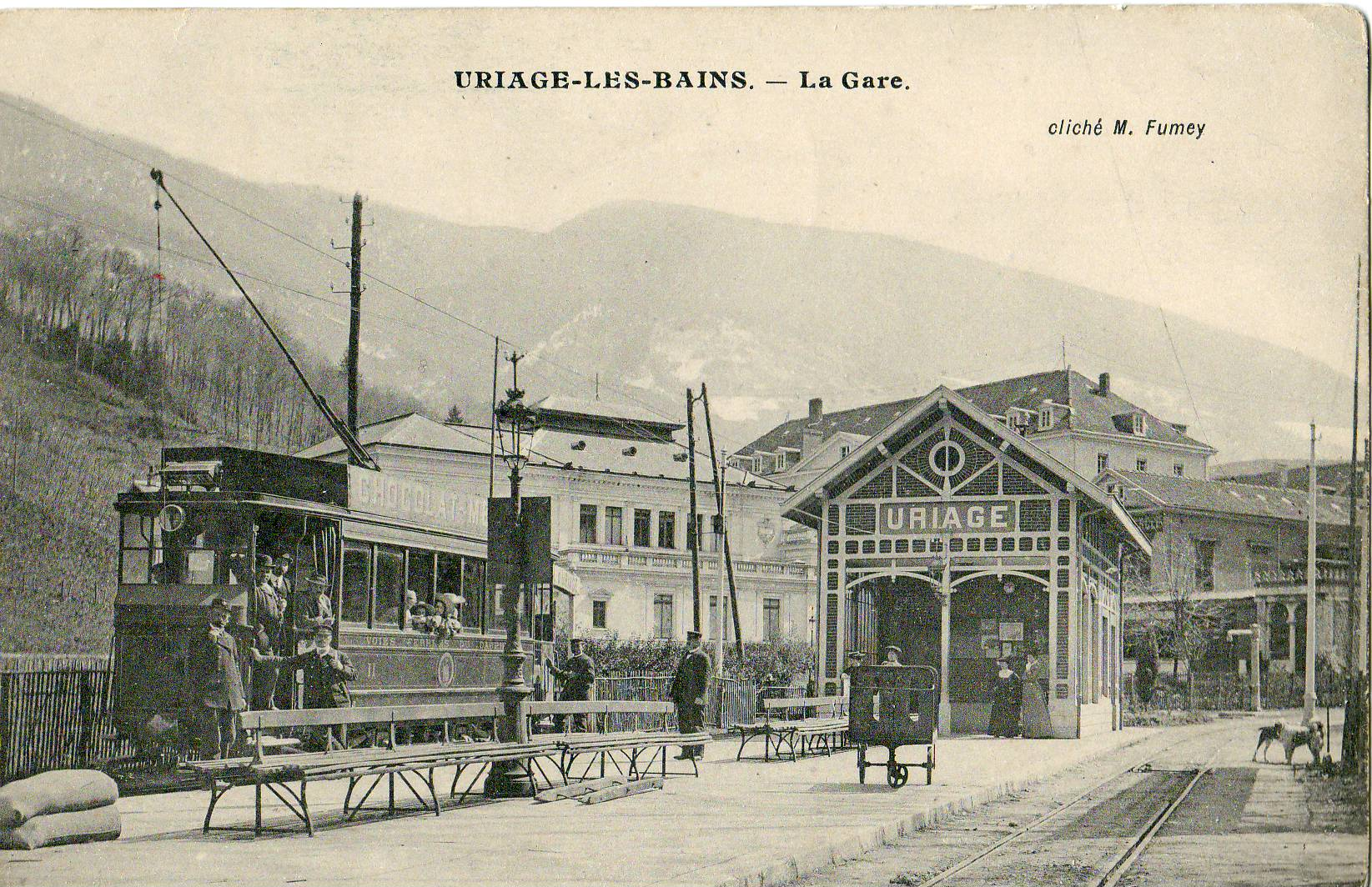
Bahnhof der VFD in Uriage-les-Bains

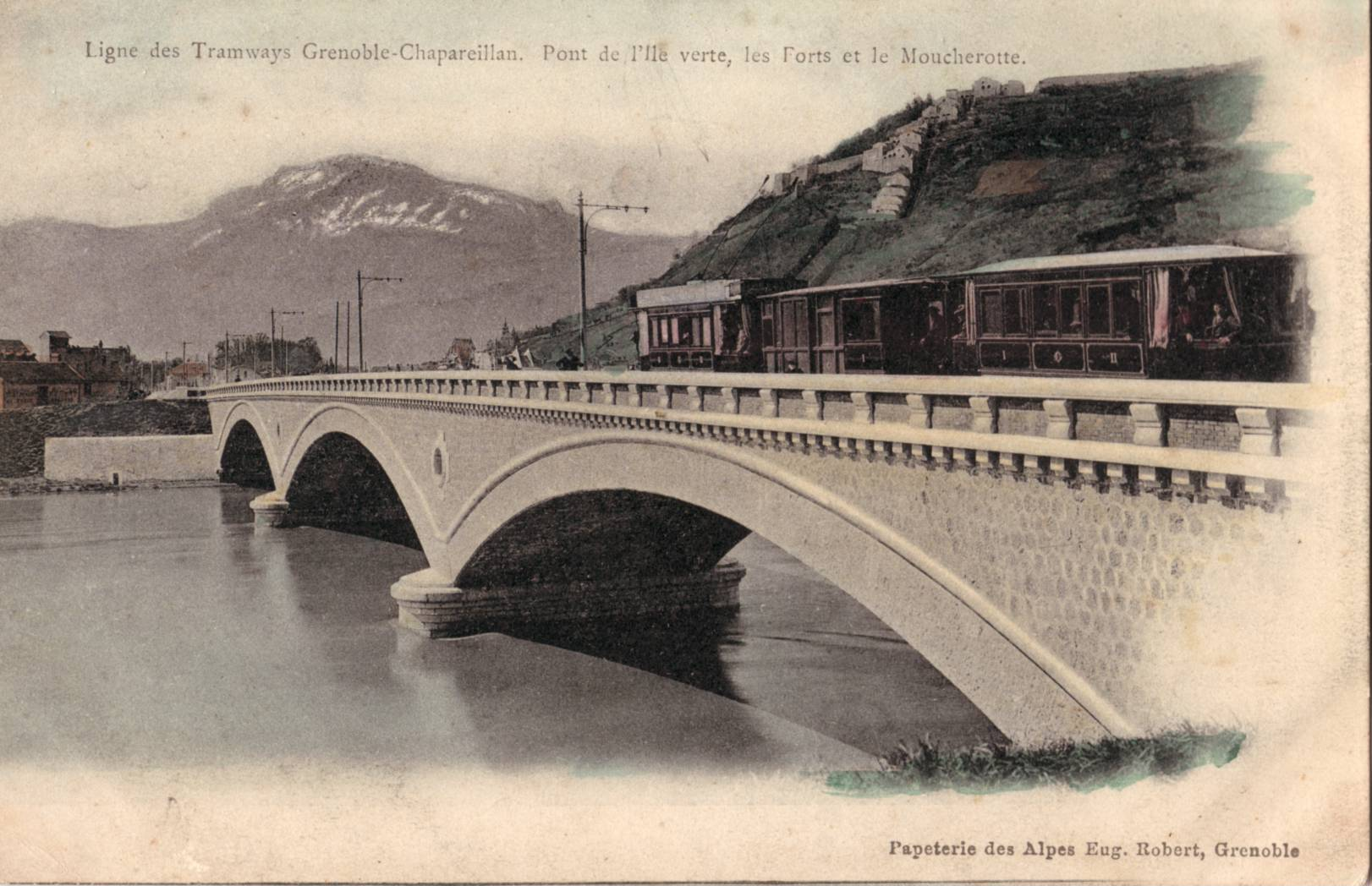
Zug des TGC auf der Brücke Pont de l'Île Verte über die Isère

1894 eröffnete die Société des voies ferrées du Dauphiné (VFD) eine 35 Kilometer lange Strecke, die über Gières und Vizille ins südöstlich von Grenoble gelegene Le Bourg-d’Oisans führte. Ab 1898 entstand von Gières ausgehend eine gut 13 Kilometer lange Zweigstrecke, die im Tal der Isère in nordöstlicher Richtung nach Froges verlief. Die VFD elektrifizierte zwischen 1902 und 1909 ihr Streckennetz mit Ausnahme des Teilstücks zwischen Vizille und Le Bourg-d’Oisans, das bis zur Stilllegung 1946 immer mit Dampflokomotiven betrieben wurde. Bis 1948 wurden auch die anderen Strecken der VFD auf Busverkehr umgestellt. 1930 bestand der Wagenpark der VFD aus 18 Triebwagen, 23 Dampflokomotiven, drei Gepäcktriebwagen und 61 Beiwagen.
Die Chemins de fer Economiques du Nord (CEN) betrieb ab 1895 eine 16 Kilometer lange Vorortbahn nach Veurey, nordwestlich von Grenoble im Tal der Isère gelegen. Diese Strecke wurden nach der Elektrifizierung zwischen 1902 und 1905 von der städtischen SGTE übernommen.
Der Tramway de Grenoble à Chapareillan (TGC) verfügte über die 43 Kilometer lange Strecke über Saint-Ismier nach Chapareillan, die im Tal der Isère flussaufwärts von Grenoble verlief. Abschnittsweise zwischen Dezember 1899 und März 1900 eröffnet, wies die TGC als Besonderheit eine doppelte Oberleitung auf. An der Zwischenstation Montfort bestand Anschluss an die heute noch existierende  Standseilbahn Funiculaire du Touvet, die das 690 m höher gelegene Saint-Hilaire anband. 1930 verfügte die TGC über einen Fuhrpark von elf Triebwagen, zwei Gepäckwagen sowie 25 Beiwagen. Ab März 1933 begann man den Abschnitt von Le Touvet nach Chapareillan auf Busbetrieb umzustellen, wobei der Rest der Linie bis zum 1. Dezember 1947 folgte.
Die Tramway Grenoble – Villard-de-Lans (GVL) stand im Besitz des Départements Isère, der Betrieb wurde von der städtischen SGTE durchgeführt. Die GVL-Strecke mit einer Gesamtlänge von 39 Kilometer führte ins westlich von Grenoble im Vercors-Gebirge gelegene Villard-de-Lans. Die Bahn, der der Charakter einer „außerordentliche[n] Panoramabahn“ zugesprochen wird, wurde abschnittsweise zwischen 1911 und Juli 1920 eröffnet. Der Abschnitt von Saint-Nizier nach Villard-de-Lans wurde 1938 stillgelegt, die restliche Strecke am 1. April 1949.

## Der Weg zur Wiedereinführung der Straßenbahn
Nach der Stilllegung der letzten Straßenbahn 1952 wurde der gesamte öffentliche Nahverkehr in Grenoble mit Bussen abgewickelt. Dabei verkehrten seit Juli 1947 auf zwei Linien Oberleitungsbusse.
1973 gründeten das Département sowie 24 Gemeinden des Großraums Grenoble den Syndicat Mixte des Transports en Commun (SMTC), ein Zweckverband, in dessen Händen die Planungshoheit für den öffentlichen Personennahverkehr liegt. Zum 1. Januar 1975 wurde das nicht mehr kostendeckend arbeitende Verkehrsunternehmen SGTE durch die neugegründete Société d'Économie Mixte des Transports de l'Agglomération Grenobloise (SÉMITAG) ersetzt, ein gemischtwirtschaftliches Unternehmen innerhalb des Transdev-Konzerns. In den folgenden Jahren beschaffte die SÉMITAG neue Busse, richtete neue Linien ein und verdichtete den Verkehr auf den bestehenden Linien. In Eybens entstand ein neuer Betriebshof, der das alte Depot aus dem Jahr 1897 ablöste. 1977 wurden die ersten, vier Kilometer langen Busspuren eröffnet. Der Oberleitungsbusbetrieb wurde von zwei auf sechs Linien ausgedehnt, zugleich ersetzten 50 neue O-Busse Fahrzeuge aus den 1950er Jahren. Zwischen 1973 und 1982 stieg die Zahl der Fahrgäste von 16,9 auf 38,9 Millionen, damit wurden 16 Prozent aller Reisen im Großraum mit öffentlichen Verkehrsmitteln absolviert.
Die gestiegenen Fahrgastzahlen führten insbesondere auf den Hauptstrecken des Busnetzes zu Überlastungserscheinungen, so dass Ende der 1970er Jahre Planungen für die Wiedereinführung einer Straßenbahn aufgenommen wurden. Bereits im Frühjahr 1975 hatte Grenoble sich als einzige der angeschriebenen Städte zum Bau einer Straßenbahn bereit erklärt, als der Staatssekretär im französischen Verkehrsministerium, Marcel Cavaillé, mehrere Städte schriftlich aufforderte, Konzepte zur Wiedereinführung einer Straßenbahn einzureichen.  1981 lag ein konkreter Projektentwurf in Grenoble vor. 1983 führte die Stadtverwaltung eine Volksabstimmung durch, in der das Straßenbahnprojekt bei einer Wahlbeteiligung von 36,8 Prozent eine Zustimmung von 53,1 Prozent fand. Vorbereitende Bauarbeiten wurden 1983 aufgenommen, die eigentlichen Bauarbeiten starteten im März 1985.

## Normalspurige Straßenbahn ab 1987

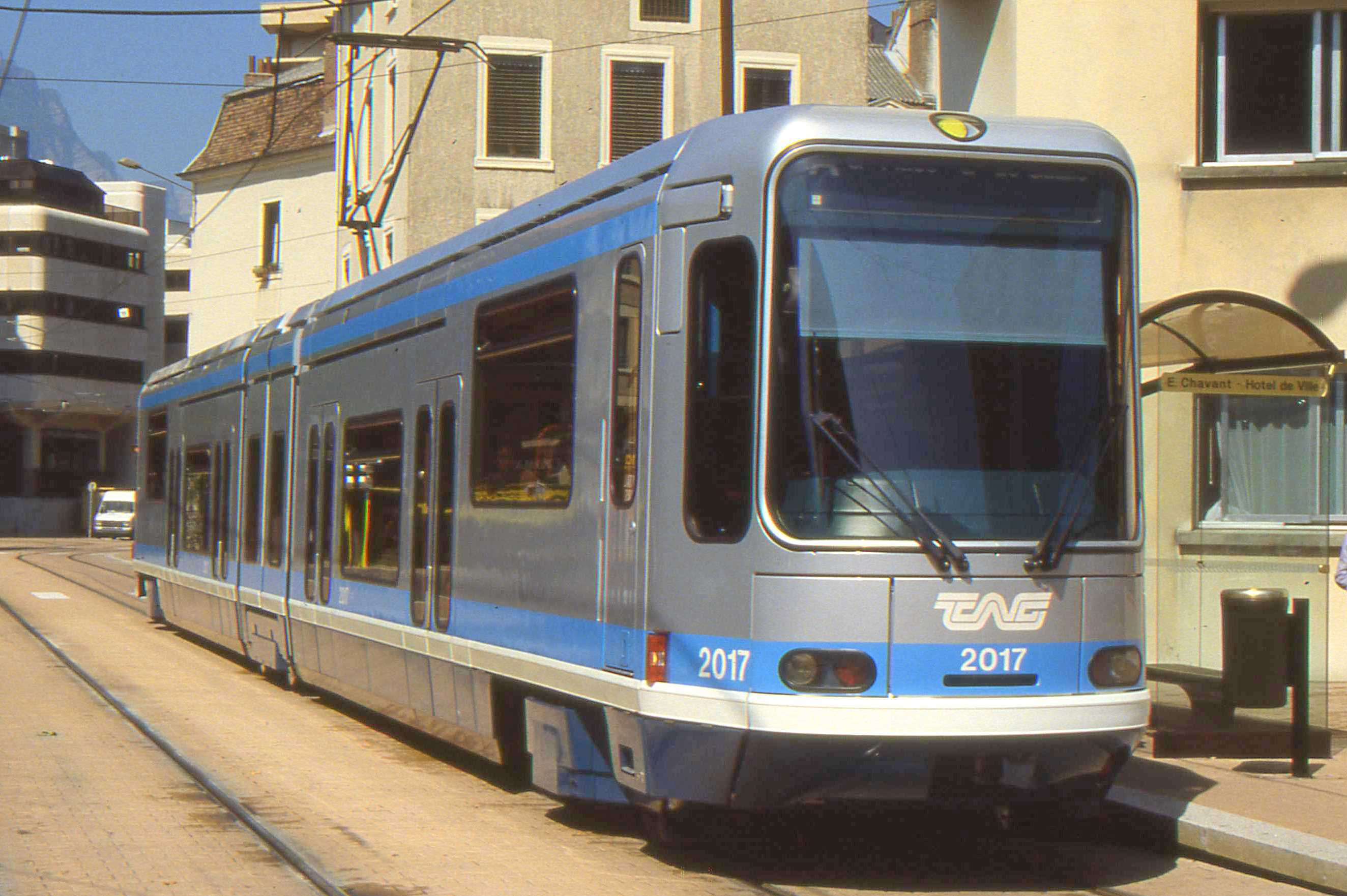
TFS 2-Triebwagen auf der Linie B

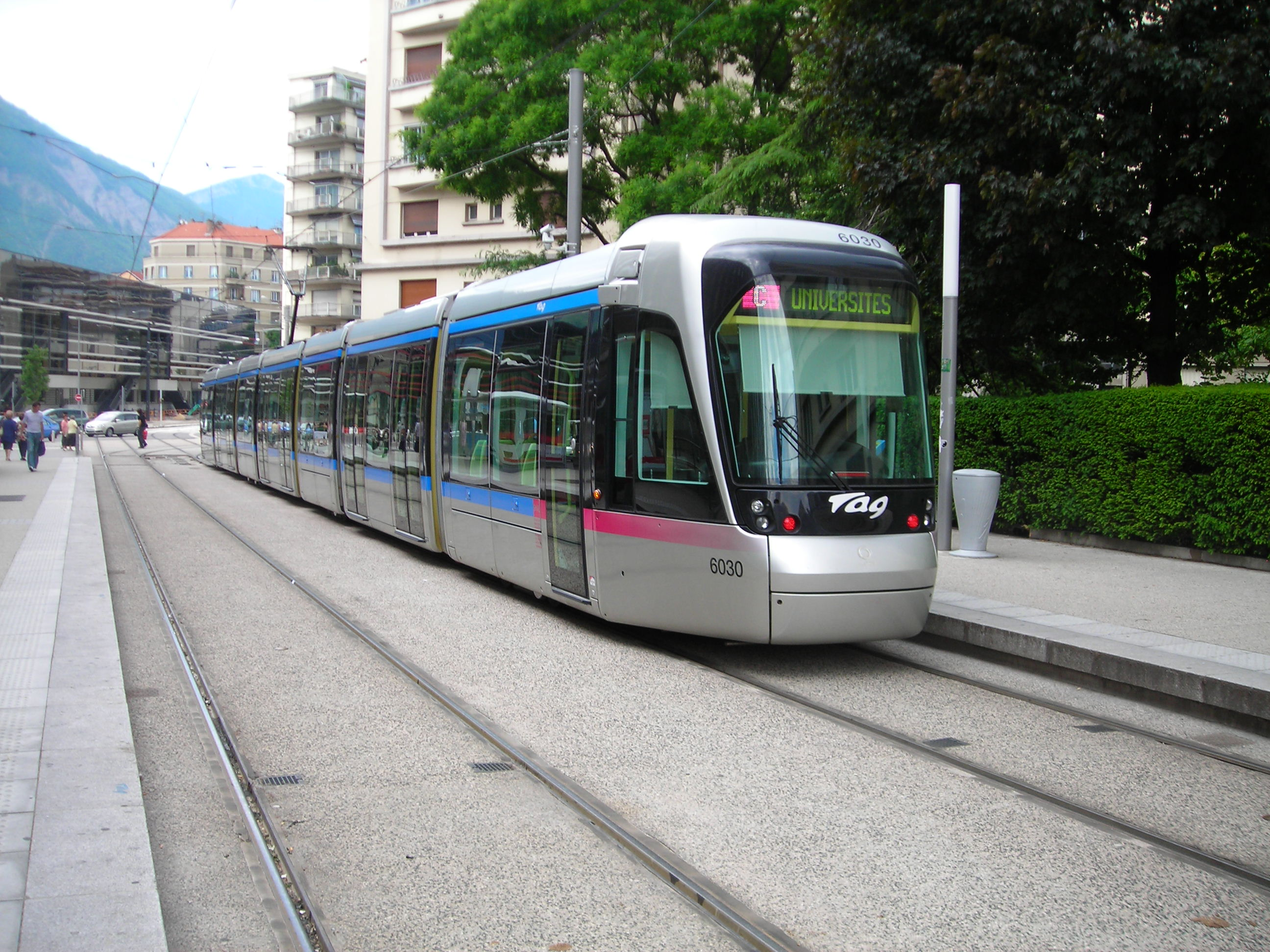
Citadis-Zug an der gemeinsamen Haltestelle der Linien A und C, Chavant

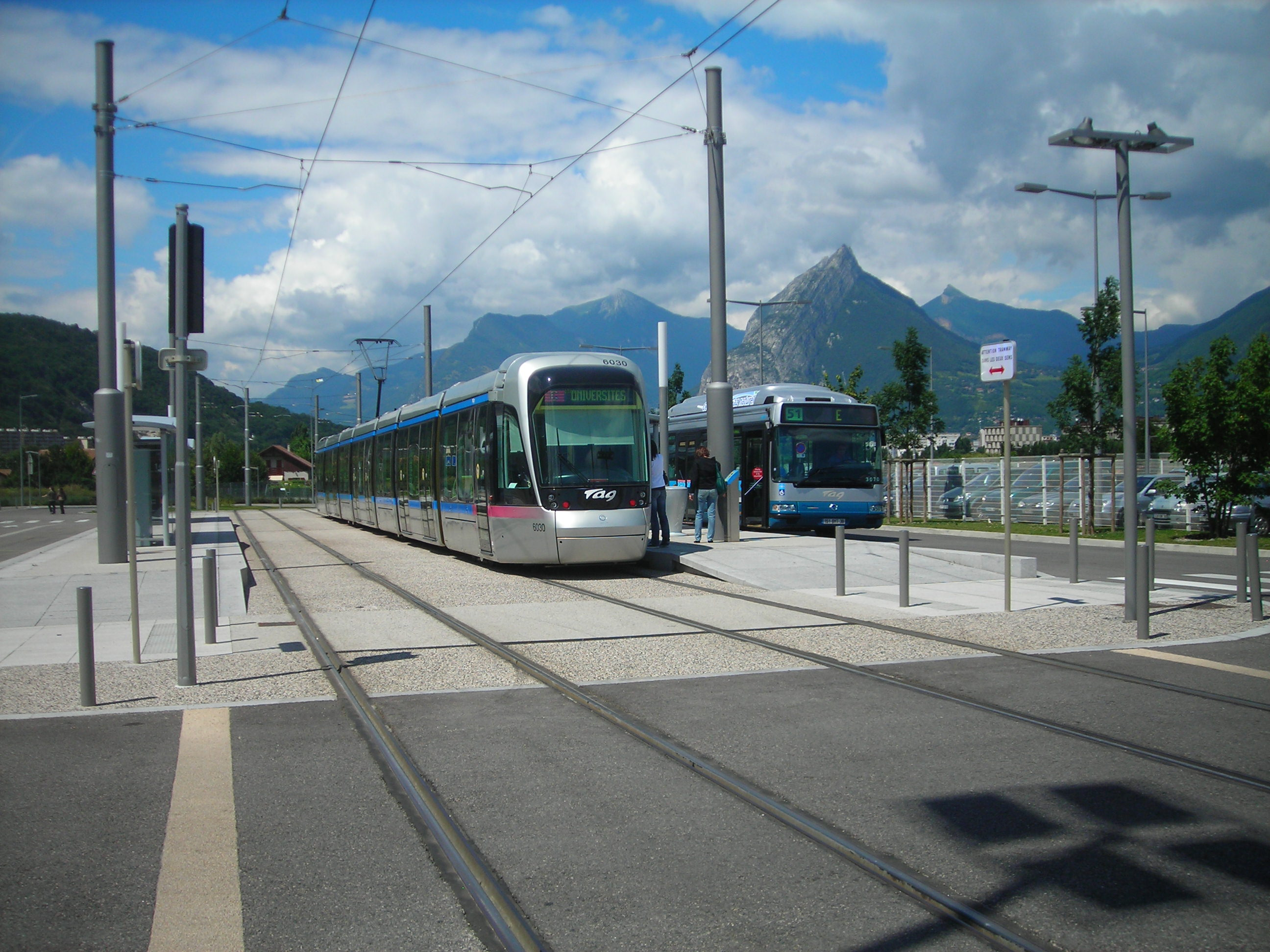
Endstation der Linie C in der Gemeinde Seyssins

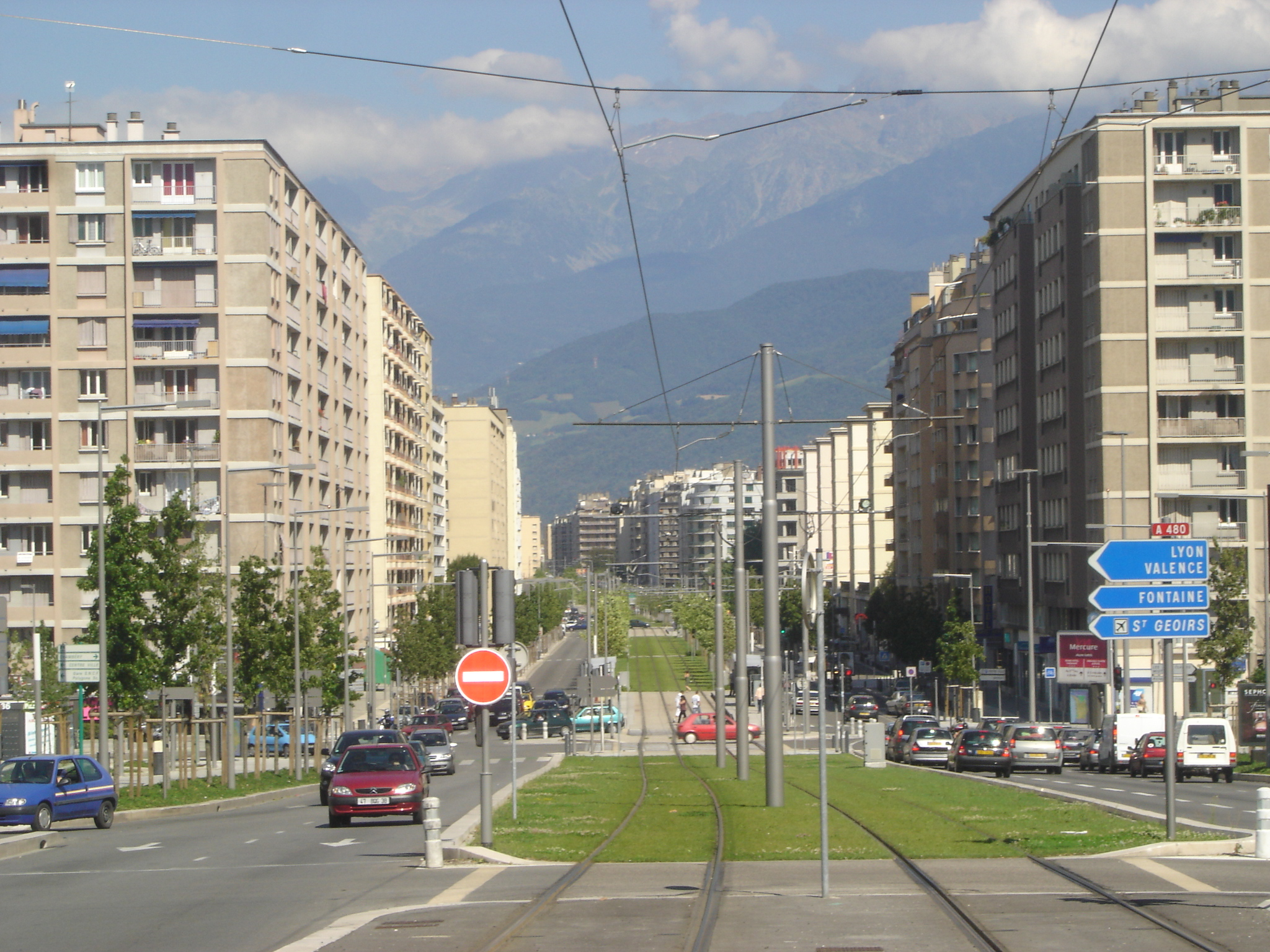
Strecke der Linie C im Verlauf des Grand Boulevard

Nach Testfahrten seit Januar 1987 ging die erste Strecke der Straßenbahn Grenoble schrittweise ab August 1987 in Betrieb. Grenoble war damit die zweite französische Stadt nach Nantes, die in den 1980er Jahren den Straßenbahnbetrieb wiederaufnahm. Heute gilt die Straßenbahn von Grenoble als wegweisend für die weitere Entwicklung des Verkehrssystems Straßenbahn. Grenoble war der erste Betrieb weltweit, der unter dem Druck von Behindertenverbänden vollständig auf Niederflurstraßenbahnen setzte und damit einen barrierefreien Zugang zu diesem Verkehrsmittel schuf. Vorbildfunktion für andere französische Städte hatte der städtebauliche Ansatz, mit der Wiedereinführung der Straßenbahn nicht alleine Verkehrsprobleme lösen zu wollen, sondern auch einen Beitrag zur Stadterneuerung, insbesondere zur Belebung der Innenstadt, zu leisten. Derartige Konzepte wurden in weiteren französischen Städten aufgegriffen und weiterentwickelt, insbesondere bei der 1995 eröffneten Straßenbahn in Straßburg.

### Linien
Nach kontinuierlichem Ausbau verkehren seit 2014 fünf Straßenbahnlinien auf einem Streckennetz von insgesamt 35 Kilometern:
- Die Linie A ging im August 1987 zwischen Gares und dem südlich der Innenstadt gelegenen Endpunkt Grand’Place in Betrieb.[9] Dabei quert die Linie die Altstadt von Grenoble in teilweise nur sieben Meter breiten Straßen; in einer Straße entstand für die Fußgänger ein 80 Meter langer, in die vorhandene Bebauung eingefügter Arkadengang. In der Innenstadt wurde die vorhandene Fußgängerzone erweitert, teilweise kamen Marmorplatten zur Einpflasterung des Gleisbereiches zum Einsatz. An der Endstation Grand’Place, an einem großen Einkaufszentrum gelegen, entstand eine großflächig überdachte Umsteigeanlage zum Busverkehr. Im Bereich des Hauptbahnhofs von Grenoble verläuft die Strecke schleifenförmig, um die Straßenbahnhaltestelle möglichst nahe am Bahnhofsgebäude zu platzieren. Im September 1987 und Januar 1988 wurde die Linie A von Gares in die westlich von Grenoble gelegene Gemeinde Fontaine verlängert. Dabei wird der Drac auf einer eigenen, zuvor dem Autoverkehr vorbehaltenen Brücke überquert. In Fontaine entstand eine neue Fußgängerzone. Im Süden wurde die Linie A zwischen März 1996 und Dezember 1997 in die Vorortgemeinde Échirolles verlängert. Die knapp vier Kilometer lange, überwiegend als Rasengleis ausgeführte Strecke bindet das Kongresszentrum Alpexpo an und erschließt Vorstadtgebiete mit freistehenden Wohnblocks.
- Die Linie B wurde im November 1990 eröffnet.[10] Zwischen Gares und Hubert Dubedout wird die Innenstadtstrecke der Linie A benutzt. Eine neugebaute, vier Kilometer lange Strecke verlässt die Innenstadt in nordöstlicher Richtung, quert zweimal die Isère, bindet eine Klinik an und durchfährt dann den Campus der Universität von Grenoble. An der dreigleisigen Station La Tronche Grand Sablon entstand eine Umsteigeanlage für den Busverkehr aus den nordöstlichen Vororten. Am westlichen Ende der Linie B ging im November 1999 sowie im Mai 2001 in zwei Abschnitten eine 1,2 Kilometer lange Strecke bis zur neuen Endstation Cité Internationale in Betrieb, die ein im Bau befindliches Büroviertel auf der Rückseite des Hauptbahnhofs erschloss. Im April 2006 erfolgte die Verlängerung vom Universitätscampus um 1,6 Kilometer bis zur neuen Endstation Plaine des Sports.[11] An der Zwischenstation Gières Gare Universités kann auf die Züge der Staatsbahn SNCF Richtung Chambéry umgestiegen werden. Im September 2014 wurde eine 1,6 km lange Verlängerung zum Polygone Scientifique fertiggestellt, welche mit den beiden neuen Haltestellen CEA – Cambridge und Grenoble Presqu'île die dortigen Forschungseinrichtungen erschließt.[12]
- Am 20. Mai 2006 wurde die Linie C in Betrieb genommen.[11] Von der Endstation in der Gemeinde Seyssins verläuft die Strecke nach Norden, biegt in Seyssinet-Pariset nach Osten ab, überquert den Drac und verläuft dann durch das südliche Stadtzentrum von Grenoble entlang des Straßenzuges der Grands Boulevards. Dieser Straßenzug diente zuvor als Verbindung zweier Autobahnen und wurde von 60.000 Fahrzeugen pro Tag befahren.[13]  Eine hier vorhandene Hochstraße wurde im Juli 2004 gesprengt. Die Haltestelle Chavant verknüpft die Linien A und C; im Osten schließt die 7,7 Kilometer lange Neubaustrecke hinter der Station Hector Berlioz an die vorhandene Strecke der Linie B an; die Züge der Linie C verkehren weiter zur Universität.
- Am 6. Oktober 2007 ging die Linie D, in der Planungsphase auch als Linie C´ bezeichnet, in Betrieb.[14] Neugebaut wurde eine 2,6 Kilometer lange Strecke, die Neubaugebiete im Süden der Gemeinde Saint-Martin-d’Hères anbindet. Züge der Linie D verkehren ab der Station Neyrpic-Belledonne weiter über die Strecke der Linie C und enden in Les Taillées-Universités.
- Als fünfte Straßenbahnlinie wurde am 28. Juni 2014 das erste Teilstück der Linie E in Betrieb genommen. Sie hat ihren Ausgangspunkt im Süden Grenobles, durchquert das Stadtzentrum in nördlicher Richtung und führt dann in die rechts der Isère liegenden Gemeinden Saint-Martin-le-Vinoux. Dort endete die Strecke zunächst; eine Verlängerung nach Saint-Égrève und Fontanil-Cornillon ging am 13. Juli  2015 in Betrieb. Insgesamt ist die Strecke 11,5 Kilometer lang und verfügt über 18 Haltestellen. Für die Strecke wurde ein Teilstück der Autobahn A48 zur Nationalstraße N481 abgestuft.

### Betrieb
Im Jahresfahrplan 2008/2009 verkehrte die Linie A in der Hauptverkehrszeit alle drei bis vier Minuten, tagsüber alle fünf Minuten. Auf der Linie B werden in der Hauptverkehrszeit alle drei, tagsüber alle vier Minuten Fahrten angeboten. Die Linie C weist eine Taktzeit von vier bis sechs Minuten in der Hauptverkehrszeit und von acht Minuten tagsüber auf. Abends verkehren diese drei Linien alle 12, später alle 20 Minuten. Die Linie D fährt seltener, in der Hauptverkehrszeit alle sieben, tagsüber alle zehn Minuten. An Sonntagen sind die Taktzeiten wie bei französischen Verkehrsbetrieben üblich deutlich geringer und schwanken zwischen elf Minuten (Linie A, nachmittags) und 30 Minuten (Linie D). Die Linien A bis C verkehren ungefähr ab 5 Uhr bis circa 1 Uhr, die Linie D zwischen 6 und 21 Uhr.
Im Vergleich zu anderen französischen Straßenbahnbetrieben sind die Reisegeschwindigkeiten mit 17 km/h für die Linien A und B sowie 18 km/h für die Linie C eher niedrig. Einfluss auf die geringe Geschwindigkeit der Linien A und B hat die Fußgängerzone in der Innenstadt, wo die Reisegeschwindigkeit 14 km/h beträgt. Gegenüber dem vorherigen Busverkehr konnten die Fahrzeiten reduziert werden: So verringerten sich mit der Inbetriebnahme der Linie A die Fahrzeiten zwischen der Innenstadt und Grand’Place von 25 auf 15 Minuten und zwischen Fontaine und der Innenstadt von 22 auf elf Minuten. Die Haltestellenabstände betragen 450 Meter (Linie A), 410 Meter (Linie B) und 530 Meter (Linie C). An Lichtsignalanlagen hat die Straßenbahn generell Vorrang.
Für die Wiedereröffnung der Straßenbahn 1987 wurde der vorhandene Betriebshof Eybens für Straßenbahnwagen umgebaut. O-Busse blieben in Eybens beheimatet, während für Dieselbusse ein neuer Betriebshof in Sassenage entstand. In Eybens waren anfänglich eine Wagenhalle mit 12 Gleisen für 29 Züge, eine Waschanlage sowie die Zentralwerkstatt mit vier Gleisen vorhanden. Mit dem weiteren Netzausbau wurden weitere Abstellmöglichkeiten geschaffen. Der Betriebshof Eybens ist über eine 750 Meter lange Betriebsstrecke an die Haltestelle Grand’Place der Linie A angebunden. Ein zweiter Betriebshof entstand nach der Verlängerung der Linie B im April 2006 an der neuen Endhaltestelle Plaine des Sports.

### Fahrzeuge

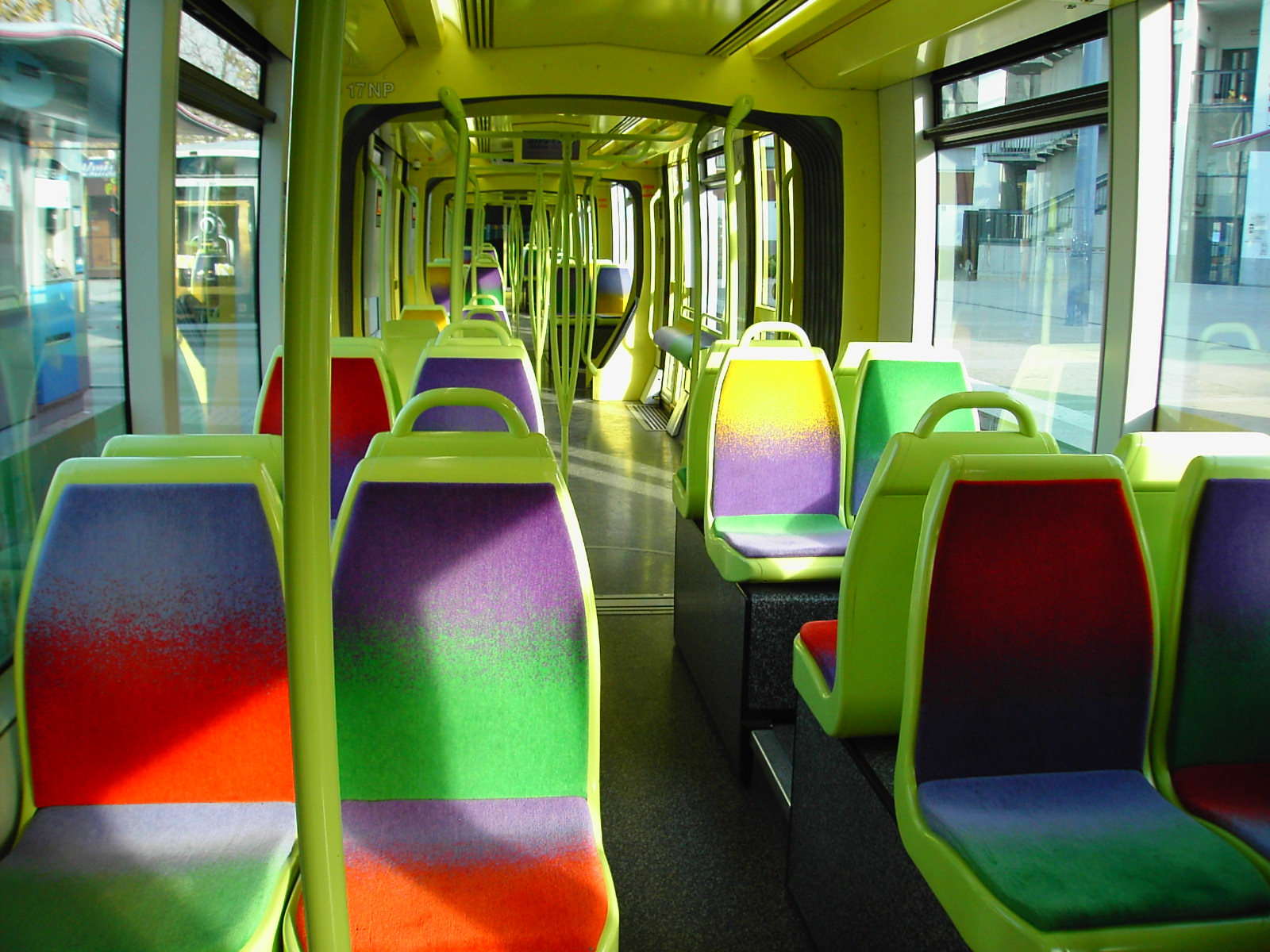
Innenansicht eines Citadis 402

Für die 1987 eröffnete Linie A wurden 20 Triebwagen des Typs TFS 2 beschafft. Der TFS 2 entstand als niederflurige Fortentwicklung der Tramway français standard (TFS) des französischen Konzerns Alstom, die seit 1985 bei der Straßenbahn Nantes eingesetzt wurde und deren Verwendung zunächst auch in Grenoble angedacht war.  Bei einer Gesamtlänge von 29,4 Metern bietet der 2,3 Meter breite TFS 2 58 Sitz- und 120 Stehplätze. In der Mitte des Triebwagens befindet sich ein 17,85 Meter langes Abteil mit einer Fußbodenhöhe von 34 Zentimeter über Schienenoberkante. Einziehbare Trittklappen an den Türen ermöglichen auch Fahrgästen in Rollstühlen die Benutzung der Straßenbahn. Der für Grenoble entwickelte Triebwagen gilt dabei als die erste Straßenbahn, die stark von einem Designer geprägt wurde. Der TFS 2 bewährte sich im Betrieb, nachteilig war sein durch die Niederflurkonstruktion bedingtes höheres Gewicht, das zu höherem Energieverbrauch und einer stärkeren Belastung des Oberbaus führte. Bis 1997 beschaffte Grenoble in vier Bauserien 53 Züge des Typs TFS 2.
2003 bestellte die SMTC ebenfalls bei Alstom 35 Triebwagen des Typs Citadis 402, die ab 2005 ausgeliefert wurden. Die Citadis-Wagen verfügen über 76 Sitz- und 198 Stehplätze bei einer Länge von 43,7 und einer Breite von 2,4 Metern. Im  November 2007 gab die SMTC die Bestellung 12 weiterer Citadis-Züge bekannt. Die Triebwagen sollten mit ihrer höheren Kapazität für eine Entlastung auf der Linie A sorgen. Hierzu waren auch Anpassungsarbeiten an der Strecke wie die Verlängerung von Bahnsteigen erforderlich.
Im Oktober 2023 wurde zum Ersatz der TFS 2 eine weitere Fahrzeuggeneration ausgeschrieben. Die Festbestellung umfasst 38 Wagen, die erste Option sechs und die zweite Option drei weitere Wagen. Im Juli 2025 wurde die Vergabe des Auftrags an Construcciones y Auxiliar de Ferrocarriles bekanntgegeben. Die ungefähr 45 Meter langen Fahrzeuge aus der Produktgruppe Urbos sollen ab 2028 in Betrieb gehen.

### Bilanz
Bis 2001 wurden für den Bau des Streckennetzes 367 Millionen Euro investiert. Für die 2006 und 2007 eingeweihten Strecken entstanden weitere Kosten in Höhe von 360 Millionen Euro. Der Kaufpreis für die 53 TFS 2-Triebwagen betrug 101 Millionen Euro; die 35 Citadis-Züge schlugen mit 90 Millionen Euro zu Buche. Pro Kilometer entstanden bei den zwischen 1987 und 1997 eröffneten Strecken Kosten zwischen 23,8 und 31,7 Millionen Euro, ein im Vergleich zur 1985 eröffneten Straßenbahn in Nantes hoher Wert, der sich aus der großen Bedeutung der Gestaltung erklärt.
Wichtiges Finanzierungsinstrument ist der Versement transport, eine Transportsteuer, die von allen Arbeitgebern mit mehr als neun Beschäftigten erhoben wird. Grenoble schöpft hierbei den zulässigen Höchstsatz von 1,75 % bezogen auf die Lohnsumme aus. Anfänglich übernahm der französische Staat bis zu 50 % der Investitionskosten; mittlerweile sind die staatlichen Subventionen weitgehend entfallen.
1996 benutzten 22,8 Millionen Fahrgäste die Straßenbahn; 2001 waren es 28,5 Millionen, 2005 33,8 Millionen und 2010 40,9 Millionen. Für den gesamten öffentlichen Personennahverkehr einschließlich des Busbetriebes stiegen die Fahrgastzahlen von 17 Millionen im Jahr 1970 über 34 Millionen im Jahr 1990 auf 70 Millionen im Jahr 2005. Als Gründe für den Anstieg gelten der kontinuierliche Netzausbau sowie ein allgemeiner Aufwärtstrend des öffentlichen Personennahverkehrs.

### Weiterer Ausbau
Grenoble plant die weitere Verlängerung der vorhandenen Strecken:
- Weitere Planungen sehen die Verlängerung der Linie A an beiden Endpunkten vor.[32] Damit sollen die Gemeinden Pont de Claix und Sassenage einen Straßenbahnanschluss erhalten, wie er bereits zu Zeiten des meterspurigen Betriebes bestand.
- Zudem soll die Linie E in die nordöstlich von Grenoble gelegene Gemeinde Meylan verlängert werden. Die Linie D soll zu einer südlich des Stadtzentrums verlaufenden Tangentiallinie ausgebaut werden soll. Geplant ist eine Verlängerung vom derzeitigen Endpunkt Etienne Grappe über Grand’Place und Seyssins nach Fontaine.